# Bettna
Bettna è un'area urbana della Svezia situata nel comune di Flen, contea di Södermanland.
La popolazione risultante dal censimento 2010 era di 412 abitanti .